# Circle D-KC Estates, Texas
Circle D-KC Estates là một nơi ấn định cho điều tra dân số (CDP) thuộc quận Bastrop, tiểu bang Texas, Hoa Kỳ. Năm 2010, dân số của nơi này là 2393 người.

## Dân số
- Dân số năm 2000: 2010 người.
- Dân số năm 2010: 2393 người.